# Buzztard
Buzztard（バズタード）は、Jeskola Buzz クローンを作成する自由ソフトウェアプロジェクトである。
活動の動機はBuzzによって作曲された演奏方法を保存することである。演奏データは仮想的なサウンドジェネレータやエフェクトを加え、それらを繋ぎ、短い楽節を配置したものをシーケンサによって記録することによって作られる。演奏データを配布するためにサンプル（.oggや.mp3、.wav等他のフォーマット）とミックスダウンすることができる。

## 歴史とロードマップ
2002年の半ば、主開発者はソフトウェアエラーの結果、Buzzのセッション中に演奏データを紛失した。Buzzのソースは失われやすいと知られていたため、彼らは新しいプロジェクトをスタートすることを決めた。
開発は2003-2004の間に始められた。 最初のバージョンは2006年10月にリリースされた。デモはLAC2007に提示された。
.
それ以来、いくつかのリリースが続いている。毎月のニュースレターは進捗(利用可能なメーリングリスト、またはRSSフィード)について知らせる。
現在のリリースはLinuxだけの上で動作する。目標はオリジナルのBuzzトラッカーの機能性を模倣することである。

## 機能
ソフトウェアはGStreamerメディアフレームワークに基にしている。 GStreamerの上で作られた唯一のミュージックコンポーザであるので、それは関連する機能のためのテストベッドとして機能する。グラフィカルなエディタはGUIにGtkを使用する。Buzzユーザーは近代化され、しかし酷似しているレイアウトを好きになるだろう。
コンポーネントアーキテクチャは、演奏データがモジュールをインポートすることをサポートする。ネイティブフォーマット以外に、Buzzの演奏データも読み込むことができる。
ラッパーコンポーネントは全てのプラットフォーム上でx86 LinuxとオープンソースのBuzz Machineの元で既に存在しているBuzz Machineのバイナリを動かす事を受け入れる。
GStreamerブリッジプラグインはそれらすべてのgstreamerアプリケーションに利用可能にする。

## 参照
1. ↑  
Buzztard Music Production Environment - Presentation at Linux Audio Conference 2007